# 蒲原宿

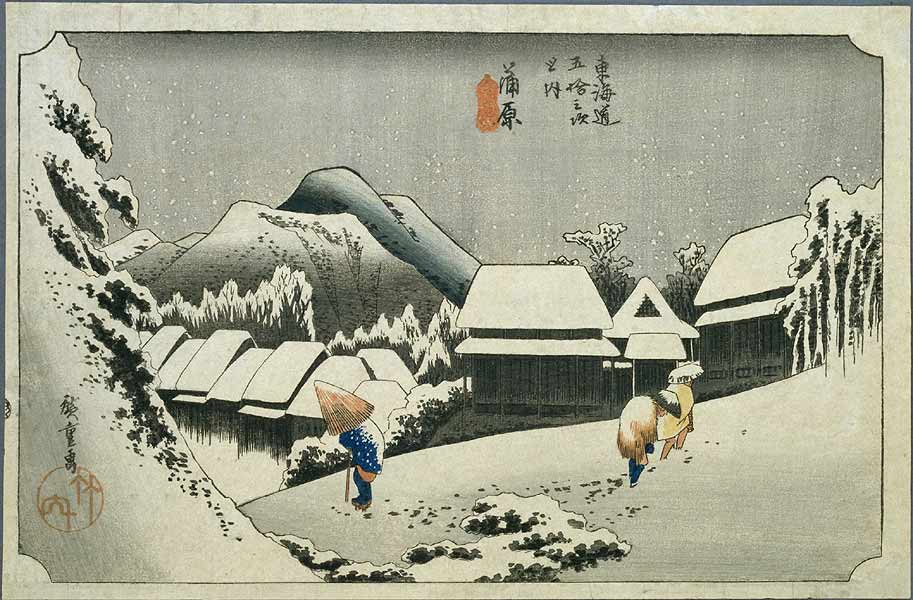
東海道五十三次・蒲原宿

蒲原宿（かんばらしゅく）は、東海道五十三次の15番目の宿場である。現在の静岡県静岡市清水区にあたる旧蒲原町に位置する。

## 概要
吉原宿から富士川を渡って最初に到達する宿場である。降雪の少ない東海地方であるが、歌川広重の浮世絵『東海道五十三次』では雪景色で描かれており、1つの謎とされる。
2020年（令和2年）6月19日に文化庁が認定する日本遺産『日本初「旅ブーム」を起こした弥次さん喜多さん、駿州の旅～滑稽本と浮世絵が描く東海道旅のガイドブック（道中記）～』（藤枝市・静岡市共同申請）の構成文化財の一つとして認定された。蒲原宿内の旧和泉屋（お休み処）、志田家住宅主屋も構成文化財として認定されている。十返舎一九の滑稽本「東海道中膝栗毛」の中では、蒲原宿大名行列の一行に紛れ込んでご馳走にありつく弥次さん喜多さんのエピソードなどが描かれている。
歌枕である古来の田子の浦は、この辺りである。

## 最寄り駅
JR東海道本線・新蒲原駅

## 隣の宿場
東海道
吉原宿 - 蒲原宿 - 由比宿